# Verklungene Feste
Verklungene Feste ist ein Ballett von Pia und Pino Mlakar (Libretto und Choreografie) zur Musik von François Couperin in der Bearbeitung von Richard Strauss. Die Künstler selbst nannten ihr Werk Tanzvisionen aus zwei Jahrhunderten. Es wurde am 5. April 1941 am Nationaltheater München uraufgeführt. Dirigent war Clemens Krauss. Eine Aufführung dauert etwa 50 Minuten.

## Personen
- der Rahmenhandlung:
  - Der Herzog
  - Die Tänzerin
  - der Ballettmeister
- bei dem Fest:
  - Damen und Herren
  - Flora
  - Zephyr
  - Harlekine
  - Sylphiden

## Handlung
Paris in den 1830er Jahren. Der Herzog bittet die Primaballerina und den ersten Solotänzer der Pariser Oper, die alten höfischen Feste aus der Rokokozeit wieder aufleben zu lassen. Die Tänzerin und der Tänzer sind darüber nicht erbaut. Sie zögen es vor, den eben aufkommenden romantischen Spitzentanz vorzuführen.
Die Handlung leitet über zu einem Rokokofest. Dabei werden folgende Nummern dargeboten:
- Courante (Maestoso, Corps de ballet),
- Carillon (Allegretto vivace),
- Pas de cinq
- Sarabande (Largo, Corps de ballet)

Danach folgt die Allegorie «Flora und Zephyr», in der die Tänzerinnen und Tänzer die Ballettgeschichte vom Barock bis zur Romantik Revue passieren lassen. Dem Herzog treten seine Ahnen gegenüber (Allemande, Moderato; Menuett, Andante).
Fortsetzung der Rahmenhandlung: Langsam erwacht der Herzog. Er muss feststellen, dass er die verklungenen Feste nur geträumt hat.

## Weitere Choreografien
Unter dem Titel Couperin-Suite entstand eine weitere Choreografie von Victor Gsovsky. Eine völlig andere Choreografie zu der Musik von Strauss/Couperin schuf John Neumeier 2008.